# Гомес Кандау, Марколино
Марколино Гомес Кандау (Марколину Гомис, порт. Marcolino Gomes Candau; 30 мая 1911, Рио-де-Жанейро, Бразилия — 23 января 1983, Женева, Швейцария) — бразильский врач и организатор здравоохранения, Генеральный директор Всемирной организации здравоохранения (ВОЗ) (1953—1973).

## Биография
Получил высшее образование на медицинском факультете Института штата Рио-де-Жанейро, а затем — в Школе гигиены и общественного здравоохранения Университета Джонса Хопкинса в Соединенных Штатах Америки.
Работал суперинтендантом «Специальных услуг здравоохранения» (SESP), совместной программы в сфере общественного здравоохранения правительства Бразилии и Института межамериканских отношений. Одновременно являлся доцентом кафедры гигиены в Медицинском институте штата Рио-де-Жанейро.
В 1950 году перешёл на работу в ВОЗ в качестве директора отдела организации служб здравоохранения в Женеве, Швейцария. В течение года он был назначен помощником Генерального директора ВОЗ по работе консультативных служб. Затем переехал в Вашингтон в качестве помощника Генерального директора—директора Панамериканского санитарного бюро-Регионального бюро ВОЗ для стран Америки.
В 1953—1973 годах — Генеральный директор ВОЗ. В этот период число стран-членов увеличилось с 81 до 138 стран, число сотрудников — до 4000, а бюджет — до 106 млн долл. США. В области общественного здравоохранения получил известность как организатор масштабных компаний по борьбе против оспы, малярии и онхоцеркоза. С 1967 по 1974 год он руководил инициативой ВОЗ по ликвидации оспы, сократив глобальное число случаев заболевания с 2,5 млн до менее 200 000, заболевание оставалось эндемичным только в 7 странах. Несмотря на повышение устойчивости к инсектицидам и обработкам более 700 миллионов человек были избавлены от угрозы малярии, а еще 650 миллионов были защищены от распыления инсектицидов.
Двадцать шестая сессия ВОЗ в 1973 году признала исключительный вклад доктора Кандау в общественное здравоохранение, официально назначив его почетным Генеральным директором ВОЗ.
Являлся автором многочисленных научных работ по широкому кругу вопросов, включая управление общественным здравоохранением, малярии, паразитологии, статистике и гигиене сельского хозяйства. Являлся членом Совета Университета Организации Объединенных Наций, а также почетным членом и членом большого числа ассоциаций. В 1974 году он был награжден медалью и премией ВОЗ имени Леона Бернара и медалью Джеральдо Пола Соуза, созданной Ассоциацией общественного здравоохранения в Сан-Паулу, Бразилия. В 1963 году получил почётную степень доктора наук Бэйтс-колледжа.